# Крисфар, Джей
Джей Крисфар (фр. Jey Crisfar; род. 24 апреля 1988) — бельгийский актёр, получивший известность после роли Отто в фильме Брюса Ля Брюса «Отто, или В компании мертвецов».
В фильме «Отто, или В компании мертвецов» Джей Крисфар играет ведущую роль. Его персонажем является гомосексуальный зомби по имени Отто. С этим фильмом Крисфар побывал на многих фестивалях.
В 2008 году британский журнал Dazed & Confused сделал эксклюзивную фотосессию с ним, которую делал известный нью-йоркский художник Теренс Кох. Джей Крисфар также имел эксклюзивную фотосессию с фотографом Аделаидой Ивановой и видеосессию с видео-художником и фотографом Пьером Дебюшером, которая была показана в клипе «Future Days» британской группы «SOCIETY», режиссёром которого был Пьер Дебюшер.

## Фильмография
| Год  |     | Русское название               | Оригинальное название         | Роль               |
| ---- | --- | ------------------------------ | ----------------------------- | ------------------ |
| 2008 | ф   | Отто, или В компании мертвецов | Otto; or, Up with Dead People | Отто               |
| 2011 | док | Адвокат гомосятины             | The Advocate For Fagdom       | играет самого себя |